# Desperate Youth, Blood Thirsty Babes
A 2004-es Desperate Youth, Blood Thirsty Babes a TV on the Radio nagylemeze. 2004-ben megkapta a Shortlist Music Prize-t. CD, 12 hüvelykes hanglemez és MP3-letöltés formájában is megjelent. A CD-kiadáson a Dreams dal klipjének két különböző minőségű változata található, a hanglemez a You Could Be Love bónuszdalt tartalmazza, és a dalok sorrendje is különbözik a CD-kiadásétól. Az MP3-verzió két bónuszdalt tartalmaz, amely nem található meg a CD-kiadáson. Az album szerepel az 1001 lemez, amit hallanod kell, mielőtt meghalsz című könyvben.

## Az album dalai
|     | Cím                                                      | Hossz |
| --- | -------------------------------------------------------- | ----- |
| 1.  | The Wrong Way                                            | 4:38  |
| 2.  | Staring at the Sun                                       | 3:27  |
| 3.  | Dreams                                                   | 5:09  |
| 4.  | King Eternal                                             | 4:28  |
| 5.  | Ambulance                                                | 4:55  |
| 6.  | Poppy                                                    | 6:07  |
| 7.  | Don't Love You                                           | 5:31  |
| 8.  | Bomb Yourself                                            | 5:32  |
| 9.  | Wear You Out                                             | 7:22  |
| 10. | You Could Be Love (csak a hanglemezen és az MP3-verzión) |       |
| 11. | Staring at the Sun (demo) (csak az MP3-verzión)          |       |

## Közreműködők
- Tunde Adebimpe – ének, loopok
- Kyp Malone – ének, gitár, loopok
- David Andrew Sitek – gitár, kulcsok, loopok

## Fordítás
Ez a szócikk részben vagy egészben a Desperate Youth, Blood Thirsty Babes című angol Wikipédia-szócikk ezen változatának fordításán alapul.  Az eredeti cikk szerkesztőit annak laptörténete sorolja fel. Ez a jelzés csupán a megfogalmazás eredetét és a szerzői jogokat jelzi, nem szolgál a cikkben szereplő információk forrásmegjelöléseként.